# ليو تسي شين
ليو تسي شين (مواليد 23 يونيو 1963) هو كاتب خيال علمي صيني.